# Rimavská Sobota
Rimavská Sobota és una ciutat i capital del districte de Rimavská Sobota, a la regió de Banská Bystric, a Eslovàquia.
El riu Rimava travessa la ciutat i la divideix en dos. Hi ha construïts 9 ponts que travessen el riu, dos dels quals són exclusiu per vianants i un antic pont ferroviari, que actualment s'utilitza com a carril bici.

## Geografia
La ciutat de Rimavská Sobota es troba a 276 km a l'est de Bratislava i a 110 km al sud-est de Banská Bystrica.
La ciutat es troba en la vall del riu Rimava, en els monts Metal·lífers, a la conca del sud d'Eslovàquia.

## Demografia
| Godina             | 1994   | 2004   | 2014   | 2024    |
| ------------------ | ------ | ------ | ------ | ------- |
| Nombre de persones | 25.341 | 24.520 | 24.268 | 21.175  |
| Diferència         |        | −3,23% | −1,02% | −12,74% |

| Godina             | 2023   | 2024   |
| ------------------ | ------ | ------ |
| Nombre de persones | 21.341 | 21.175 |
| Diferència         |        | −0,77% |

## Districtes
La ciutat consta d'onze districtes: Bakta, Dúžava, Kurinec, Mojín, Nižná Pokoradz, Sabová, Sobôtka, Včelinec, Tomašová, Vinice, Vyšná Pokoradz.

## Història
Els vestigis més antics que es tenen sobre l'assentament a l'àrea de l'actual ciutat es remunten a l'Edat de Pedra (6000-2900 aC).
La troballa de varies joies de bronze, porten a suposar que durant l'Edat del bronze, hi va haver tallers en els quals produïen objectes amb aquest material.
Altres jaciments arqueològics documenten la presència de persones en aquesta zona a principis de l'edat del ferro (segles VII-III aC). Després dels celtes (segle III - I aC) i dels germànics (segles I - IV), durant el període de migració (segles V - VI), diversos grups de diferents orígens ètnics van passar per aquí.
Finalment, en els segles VII-VIII, els eslaus es van establir a la zona de forma permanent. Aquest assentament permanent es pot evidenciar pels motius eslovacs dels noms dels assentaments locals conservats en les seves variants hongareses: Mučín, Trnovec, Gač, Techan, etc.
Des de principis del segle x, grups militars d'antigues tribus hongareses van penetrar des del centre de Poiplia a aquesta àrea. No obstant això, els pastors hongaresos, es van establir de forma permanent a la zona a mitjans del segle XI.
La menció escrita més antiga de Rimavská Sobota (Ryoma Zumbota), data de 1271, i ja mostra la seva importància en el mercat supraregional.
El primer senyor feudal documentat va ser l'arquebisbe de Kaloč. En el segle xiii, es va convertir també en el bisbe del castell (comes curialis), el qual administrava tant la ciutat de Rimavská Sobota, si no també les propietats de l'altre arquebisbe en la conca mitjana i l'alta Rimava, formant així una unitat econòmic-administrativa especial, anomenada Comtat de Ryuma.
El 1334, el nou propietari de Rimavská Sobota es va convertir en Tomáš Sečéni (duc de Transsilvània), gràcies a la donació del rei Carles I d'Hongria. El 1335, el rei, basat en la sol·licitud del duc Tomáš, va atorgar privilegis addicionals, entre ells el permís de fortificar la ciutat.
En els anys 1447, 1451 i 1451 va ser escenari de les negociacions de pau entre Ján Jiskro (representant de les pretensions del rei Ladislau V) i Joan Hunyadi (administrador del Regne d'Hongria).
Durant la primera meitat del segle xv, la ciutat va patir un important desenvolupament economic, començant a surgir els primers gremis de: pelleters, carreters i carnicers.
El 1460, Ladislau II, l'ultim descendent home de la familia Sečéni, va morir. Rimavská Sobota va passar a mans de Losonci i Orságs de Gut, com herencia a través de les seves filles.
En les següents dècades, es van agregar altres gremis a la ciutat: orfebrers, ferrers, guarnicioners, serallers i tonelers.
El 1506, un demolidor incendi va cremar la ciutat. En conseqüència, el rei Vladislau II, va alliberar a la ciutat d'impostos durant vuit anys.
El 1553, la ciutat va ser invadida i ocupada pels turcs. Des de 1555 fins a 1593, la van controlar des de la fortalesa de Sobôtka. La segona ocupació turca de la ciutat va començar el 1596 i va durar fins al 1686.
A partir dels anys 80 del segle xvii, la importància de Rimavská Sobota va augmentar com a centre polític i més tard també administratiu del districte de Malohont.
Després de l'alliberació dels turcs, la ciutat es va convertir en una propietat real. El 1592 va adquirir el seu escut d'armes, en el qual apareix una àguila negra sobre un escut.
El 1601, la ciutat rep el dret d'espasa, confirmat el 1735 pel rei Carles VI d'Hasburg.
En el moment de reforma de l'administració pública, la ciutat es va convertir en la seu de la primera seu de Gemersko - Malohontská (1786 - 1790).
El 1831, una epidèmia de còlera va arrasar la ciutat i va matar a 231 persones.
Després de la creació de Txecoslovàquia, el gener de 1919, la ciutat va ser ocupada pel 32ª batalló del règim de legionaris italians txecoslovacs. A finals de maig, l'exèrcit roig hongarès va ingressar a Rimavská Sobota i el 5 de juny de 1919, la ciutat va tornar a estar sota el control de l'estat txecoslovac.
El 1902, els treballadors de les fàbriques i els artesans, van fundar un sindicat. Dos alçaments militars (12-13 de maig de 1918 i 15-20 d'octubre de 1918) van expressar l'oposició a lluitar pels interessos de la burgesia. A principis de novembre de 1918, van fundar el partit socialdemòcrata. Del 31 de maig al 5 de juliol de 1919, Rimavská Sobota es va convertir en la seu de la caserna militar i direcció del govern obrer-pagès.
L'octubre de 1919, van fundar una organització local del partit socialdemòcrata, allà es va formar l'esquerra marxista, la qual va mobilitzar gairebé 5.000 persones l'1 de maig de 1920, convertint a la ciutat en un fort bastió del moviment comunista internacional.
Després de ferotges batalles polítiques, l'esquerra marxista va guanyar el 15 de maig de 1921, fundant aquí el MO KSČ. En els anys 1935 - 1938, el MO KSČ va dirigir als treballadors a la lluita per defensar la república, contra el perill feixista que s'aproximiava.
Com a resultat de l'acord de Múnic, el 10 de novembre de 1938, Rimavská Sobota va ser annexada a l'Hongria de Miklós Horthy.
Després de l'alliberació de la ciutat per l'exèrcit soviètic el 21 de desembre de 1944, va començar la restauració de la ciutat.
El 1948, el poble de Tomášovce es va unir a Rimavská Sobota, actualment és una part de la ciutat amb vivendes familiars.

## Llocs d'interès

### Gemersko malohontské múzeum
Va ser fundat el 3 de setembre de 1882 i és el cinquè més antic d'Eslovàquia. Des de 1910 el museu es troba en l'edifici de l'antiga caserna d'artilleria. El 18 de maig de 1913 es va realitzar la primera exposició oberta al públic.
L'enfocament principal del museu és la documentació, investigació i exposició en els camps de la història, l'arqueologia, etnologia, belles arts, ciències naturals i cultura de la regió de Gemer-Malohont.

### Observatori de Rimavská Sobota
Està ubicat en el districte de Tomášová i va ser fundat el 1975. Des de 1994, la secretaria de l'associació eslovaca d'astronoms (SZA) es troba en aquest observatori. El 1999 es va convertir en una sucursal de l'observatori regional de Banská Bystrica.
Inclou models de planetes, rellotges de sol, models de l'ús de l'energia solar, un model del sistema solar, un forn solar, panells informatius dedicats a la contaminació lumínica i molt més. A més, regularment s'organitzen exposicions sobre fotografia astronòmica i contaminació lumínica.
Aquest observatori es centra en l'observació solar i registre de meteorits.
L'asteroide 20495 Rimavská Sobota, el qual va ser descobert el 15 d'agost de 1999 pels astrònoms Petr Kušnirák i Petr Pravec a Ondřejov, va ser anomenat així en honor al observatori de la ciutat i va ser certificat per la societat astronòmica txeca de Praga el 20 de juliol de 2001.

### Biblioteca Matej Hrebenda
La construcció de l'edifici va començar el 12 d'abril de 1796 i es va completar el 1798. L'edifici es troba a la plaça principal i consta de dues plantes i va ser construir sota la influència del barroc francès. Una escala central condueix fins al primer pis. Les sales tenen voltes prussianes.

### Galeria de Rimavská Sobota
Es realitzen exposicions d'art, sobretot en l'àmbit de la fotografia i la pintura.

### Àrea recreativa Kurinec - Zelená voda
Es troba a uns 6 km de la ciutat. Està ubicat en un espai natural, al costat d'un llac. Les instal·lacions consten de cinc piscines amb tobogans i trampolins. També hi ha l'opció de llogar barques amb rems o de pedals. A part l'àrea també disposa de minigolf, camp de futbol i voleibol, pista de tenis i taules de tenis taula.
Durant l'estiu es posa en funcionament un tren turístic, que porta als viatgers de Rimavská Sobota fins a Kurinec.

### Mausoleu de la família Benko
Eclèctic edifici rectangular construir el 1900 com a mausoleu per la família Benko. La façana està revestida amb pilastres i la cornisa amb un fris i estuc.

### Església catòlica Romana de St. Jána Krstiteľa
És un edifici d'estil barroc clàssic d'una sola nau amb capçalera rectangular i torre presbiteral. A l'altar major hi ha una imatge de la decapitació de Sant Joan Baptista. A l'altar lateral un quadre de Santa Teresa de Jesús.

### Església evangèlica
Església d'una sola nau amb torre presbiteral. Aquesta va ser reconstruïda entre 1847 i 1856, en la qual es va afegir la torre. L'interior hi ha una volta prussiana. L'altar té una representació de Crist a la creu.

### Parc 1 de maig
Parc natural on dins es troba un llac artificial i un amfiteatre.

## Esdeveniments
- Dobšinského rozprávkový Gemer: Durant diversos dies, la ciutat de Rimavská Sobota porta a terme aquest festival, el qual es basa en els contes de Pavol Dobšinský on s'executen obres de teatre, tallers d'art, xerrades i lectures de contes.[10]
- Artrium Art: Festival internacional de teatre i música, el qual es realitza anualment al mes de juny.[11]
- Letavy: Campament d'art per artistes, el qual es realitza anualment al mes d'agost.[12]
- Dies de la ciutat: Aquests, són al mes de maig. Es fan visites nocturnes a museus i galeries d'art.[13]

## Demografia
El 1910, el 90% de la població era hongaresa, els eslovacs eren una minoria ètnica, amb un 7% de població a la ciutat.
Segons el cens de 2022, la ciutat consta d'una població de 21.548 habitants, dels quals 10.222 son homes i 11.326 dones.
Segons dades del 2021 sobre les ètnies a Rimavska Sobota: El 59,11% de la població és d'ètnia eslovaca, el 30,99% hongaresa, el 0,82% romanesa, el 0,39% txeca, el 0,11 ucraïnesa, el 0,04% alemanya, el 0,03% polonesa, el 0,03% russos.
Segons el mateix cens de 2021, a la ciutat, el 67,7% de la població està en edat laboral (15-64 anys), el 14,02% està en edat escolar (0-14 anys) i el 18,28% està en edat de jubilació (més de 65 anys).
Els percentatges segons les creences religioses són: 31,49% catòlics romans, 38,62% sense religió, 7,23% de l'església evangèlica de la confessió d'Augsburg (luterans), 6,82% de l'església catòlica reformada, 0,77% catòlics grecs, 0,75% testimonis de Jehovà, 0,14% ortodoxes i 1,5% d'altres religions.

## Educació
Segons el cens de 2021, la població de la ciutat té els següents estudis amb els percentatges corresponents:
| Estudis                               | Percentatge (%) |
| Sense estudis (de 0 a 14 anys)        | 9.6             |
| Bàsic                                 | 17.39           |
| Estudis secundaris                    | 15.04           |
| Secundària completa (amb batxillerat) | 28.03           |
| Estudis professionals superiors       | 5.64            |
| Estudis universitaris                 | 16.85           |
| Sense estudis (més de 15 anys)        | 0.18            |
| No especificat                        | 7.28            |

## Economia
La ciutat és el centre econòmic de la frontera entre Eslovàquia i Hongria. La seva base industrial és representada principalment per empreses alimentàries i de construcció.
El 1902, es va establir a Rimavská Sobota una fàbrica de conserves, la qual va presagiar el desenvolupament de la indústria alimentaria local.
Després de l'alliberació, sobretot en la segona meitat del segle xx, va haver-hi un augment significatiu en la vida econòmica, residencial i social de la ciutat. El nombre d'habitants va augmentar de 9.160 el 1948 a 25.507 el 1998. Això s'explica gràcies a l'establiment de noves empreses manufactureres a la ciutat, com van ser: Una lleteria el 1948, una fàbrica de tabac el 1957, una de sucre el 1966, una cerveseria el 1967, una planta processadora de carn el 1977 i un forn de pa el 1980.
Després de 1989, algunes d'aquestes fàbriques van tancar, però altres, com la de processament de carn Tauris, encara continua funcionant a la ciutat.

## Clima
A Rimavská Sobota, els estius són calorosos, i els hiverns freds i amb neu. Durant el transcurs de l'any, la temperatura varia de -5 °C a 26 °C.
El mes més càlid és juliol amb una temperatura màxima mitjana de 26 °C i mínima de 14 °C. El mes més fred és gener, amb una temperatura màxima mitjana d'1 °C i mínima de -5 °C. El gener també és el mes amb més nevades.
La millor època per anar-hi a fer turisme és des de mitjans de juny fins a principis de setembre, en l'època calorosa.

## Transport

### Carretera
Rimavská Sobota es troba a la carretera principal del sud E58/E571, la qual connecta Bratislava amb Košice a través de Zvolen.
La connexió al nord amb les poblacions de Brezno i Poprad es realitza per la carretera I/72 i al sud, per la carretera II/531.

### Autobús
El transport amb autobús públic és operat per SAD Lučenec, una línia d'autobusos que fa trajectes dins la mateixa ciutat, trajectes pel districte de Rimavska Sobota, trajectes nacionals i internacionals, arribant un d'ells fins a Praga i Plzeň.

### Tren
La ciutat està connectada amb tren per la línia regional Brezno - Jesenské (línia 174), la qual es va posar en funcionament el 5 de setembre de 1874.
En el passat, el tren Rimavská Sobota - Poltár (línia 175) començava el seu recorregut a Rimavská Sobota. El tram de la línia entre Ožďany i Rimavská Sobota va inaugurar-se el 23 de novembre de 1913. A causa del deteriorament de les vies, a partir de l'1 d'octubre del 2000, els trens es van reemplaçar per autobusos. Finalment, pels grans costos que exigia la reconstrucció i conservació de la línia, el 2007 va ser desmantellada i retirada de la xarxa ferroviària.

## Esport

### MŠK Rimavská Sobota
Club de futbol creat el 1908 a la ciutat. El període més exitós va ser quan va entrar capital privat al club a principis dels anys 90. L'empresa Tauris es va convertir en el patrocinador principal. Aquesta millora econòmica també es va veure reflectida en els resultats del club, ja que el 1955 va pujar a la 2a divisió eslovaca.
El seu camp a la ciutat de Rimavská Sobota s'anomena Na Zahradkach Stadium, el qual té una capacitat de 5.000 espectadors.

### HKM Rimavská Sobota
Club d'hockey sobre gel fundat el 24 de gener de 1994 sota el nom de HC Ormet. Des de 2005 utilitza el nom actual i juga a la 2a divisió eslovaca.
Fins al 2008, la ciutat va estar sense estadi d'hockey, i els equips locals havien de jugar els seus partits a Lučenec. Aquest any es va reconstruir l'estadi d'hivern, i per fi l'equip va poder jugar els seus partits a casa.

### Kolkársky klub AGB Spohypo
Club de bitlles amb més de 60 anys d'història a la ciutat. El 2016 es va renovar i modernitzar la bolera. En aquestes instal·lacions també hi juguen dos equips de Jelšava, ja que en la ciutat no hi ha les instal·lacions requerides.

### 4x4 Offroad Club Rimaszombat
Associació d'aficionats als vehicles tot terreny

## Personatges il·lustres
- Štefan Hatvani (* 1718 – † 1786): Naturalista, metge i erudit
- Štefan Bolkay (* 1887 – † 1930): Zoòleg, conservador de museu i entomòleg
- Mikuláš Jóža (* 1911 – † 1969): Advocat, economista i professor
- Peter Sever (* 1924 – † 2004): Escriptor, guionista i autor de literatura infantil i juvenil
- Elemír Rákoš (* 1935 – † 2003): Arxivador i historiador
- Eva Kováčová (* 1951 – † 2010): Poeta
- Kristína Krnová (* 1952): Professora universitària i historiadora literària
- Zsolt Komlósy (* 1955 – † 2005): Membre del Consell Nacional de la República Eslovaca
- Marian Lacko (* 1962): Artista, escenògrafa, dramaturga, música
- Anikó Varga (* 1974): Actriu
- Janka Sovičová (* 1979): Actriu del teatre de marionetes de Bratislava
- Viky Ráková (* 1981): Actriu

## Ciutats agermanades[26]
- Kolín, República Txeca
- Ózd, Hongria
- Tiszaújváros, Hongria
- Salonta, Romania
- Świętochłowice, Polònia

## Galeria

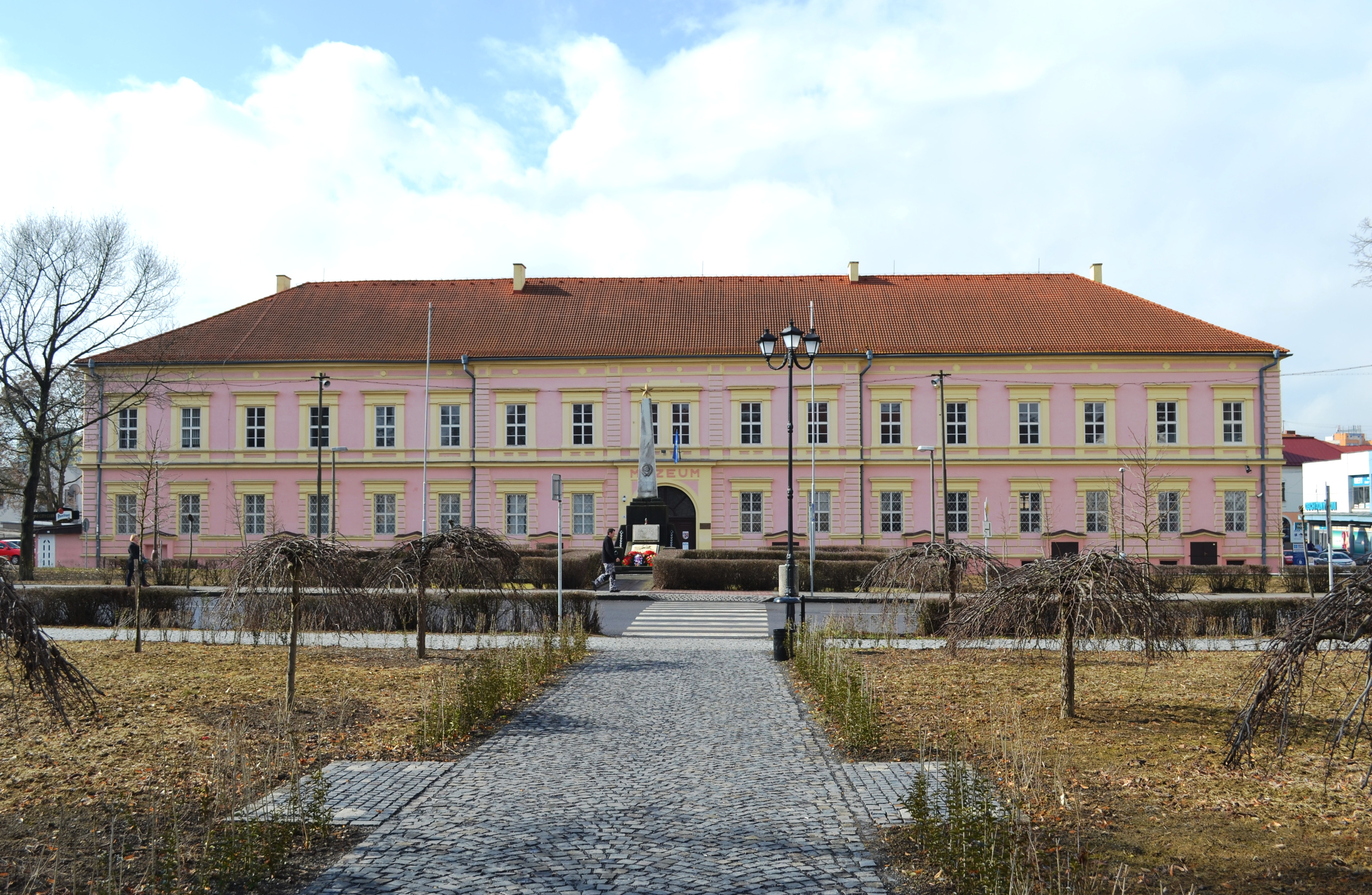
Museu Gemersko malohontské
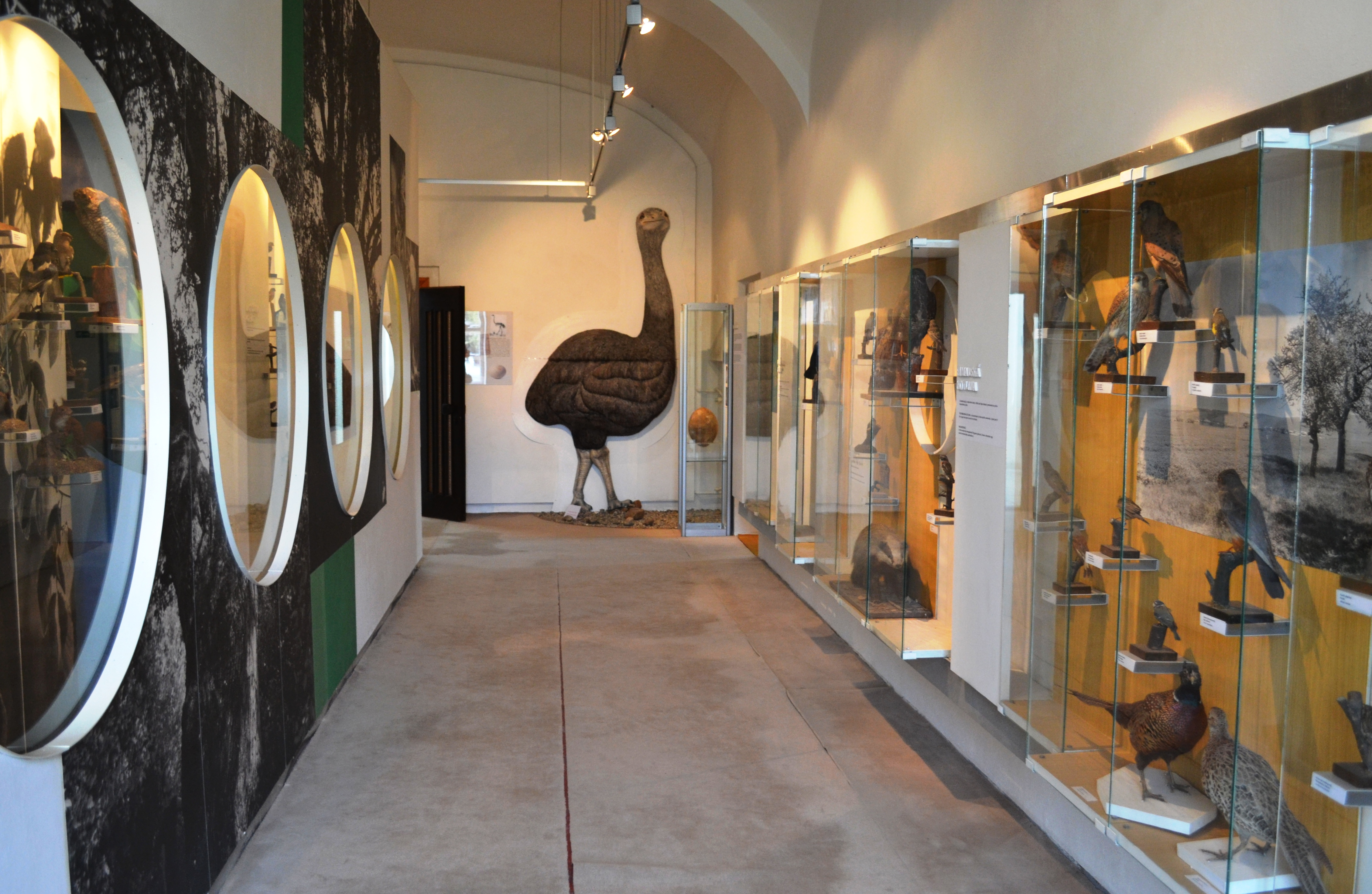
Ciències naturals al museu Gemersko malohontské
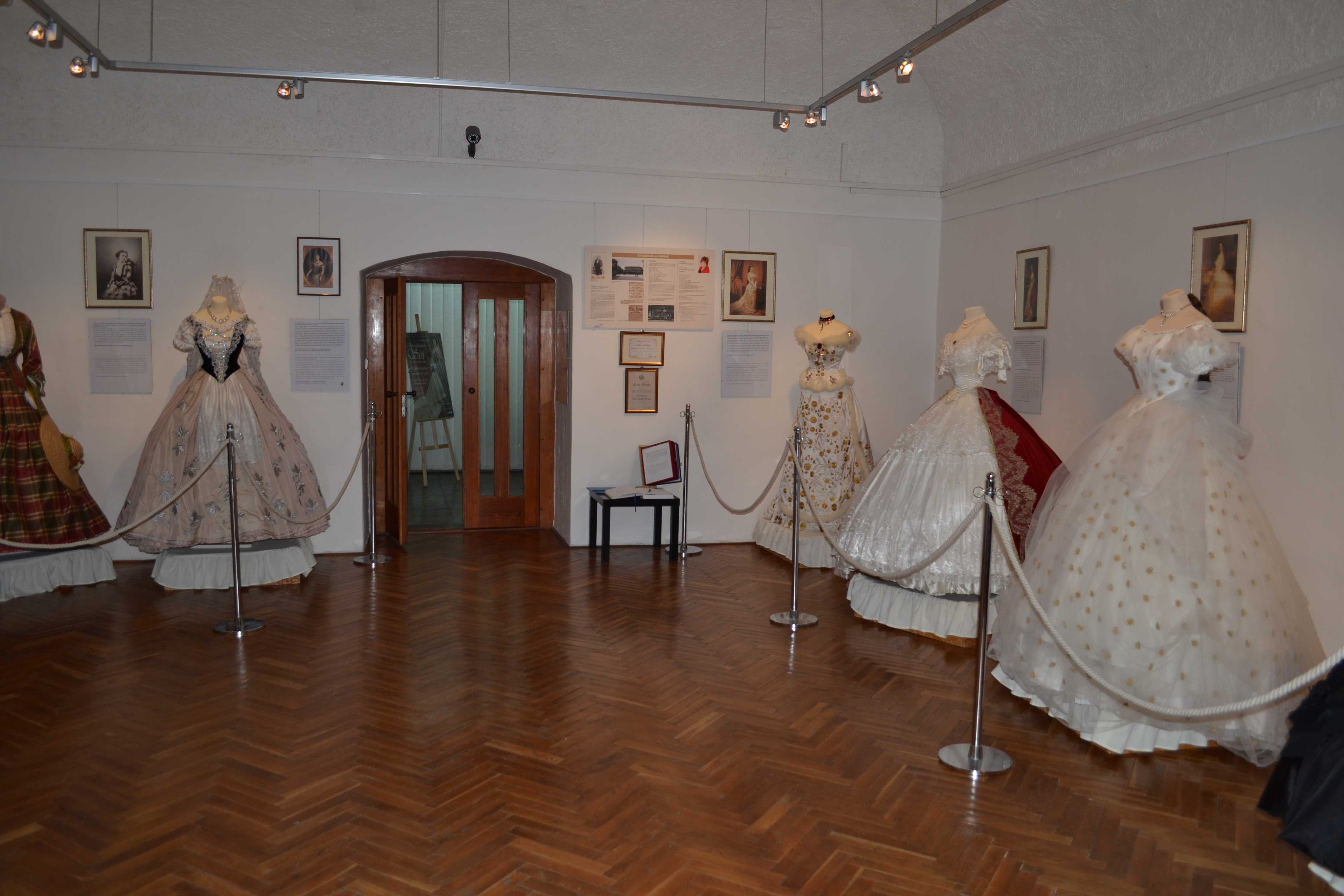
Vestits d'època al Museu Gemersko malohontské
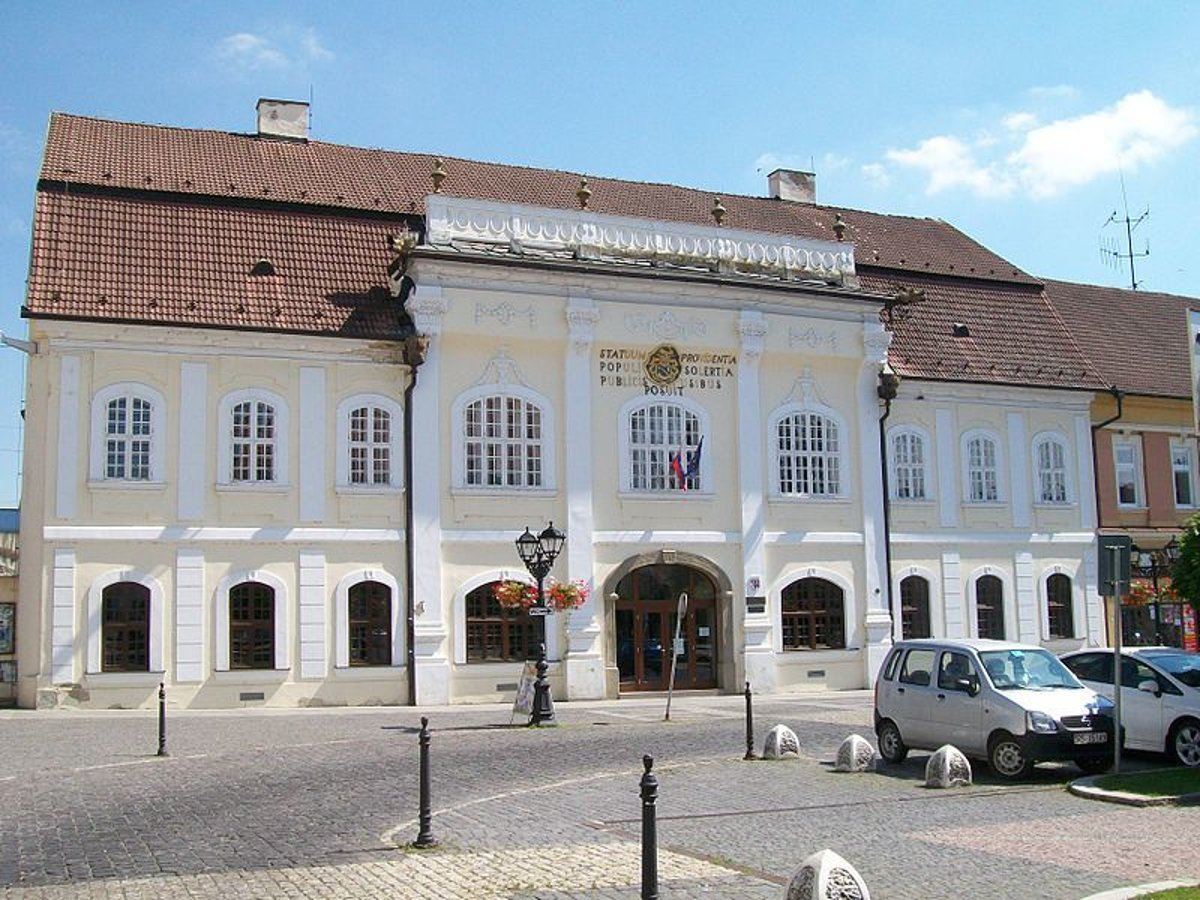
Biblioteca Matej Hrebenda
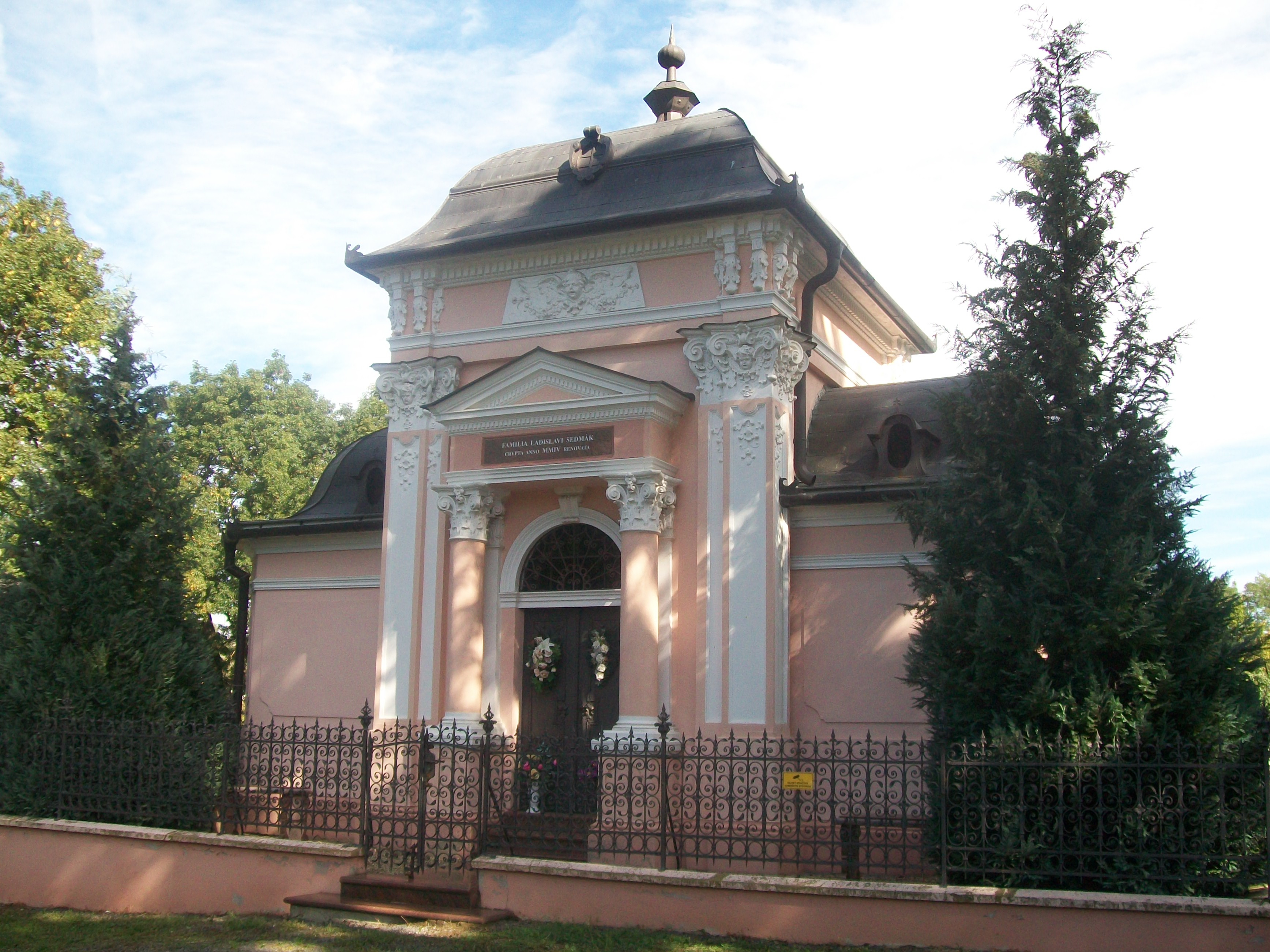
Mausuleu de la familia Benko
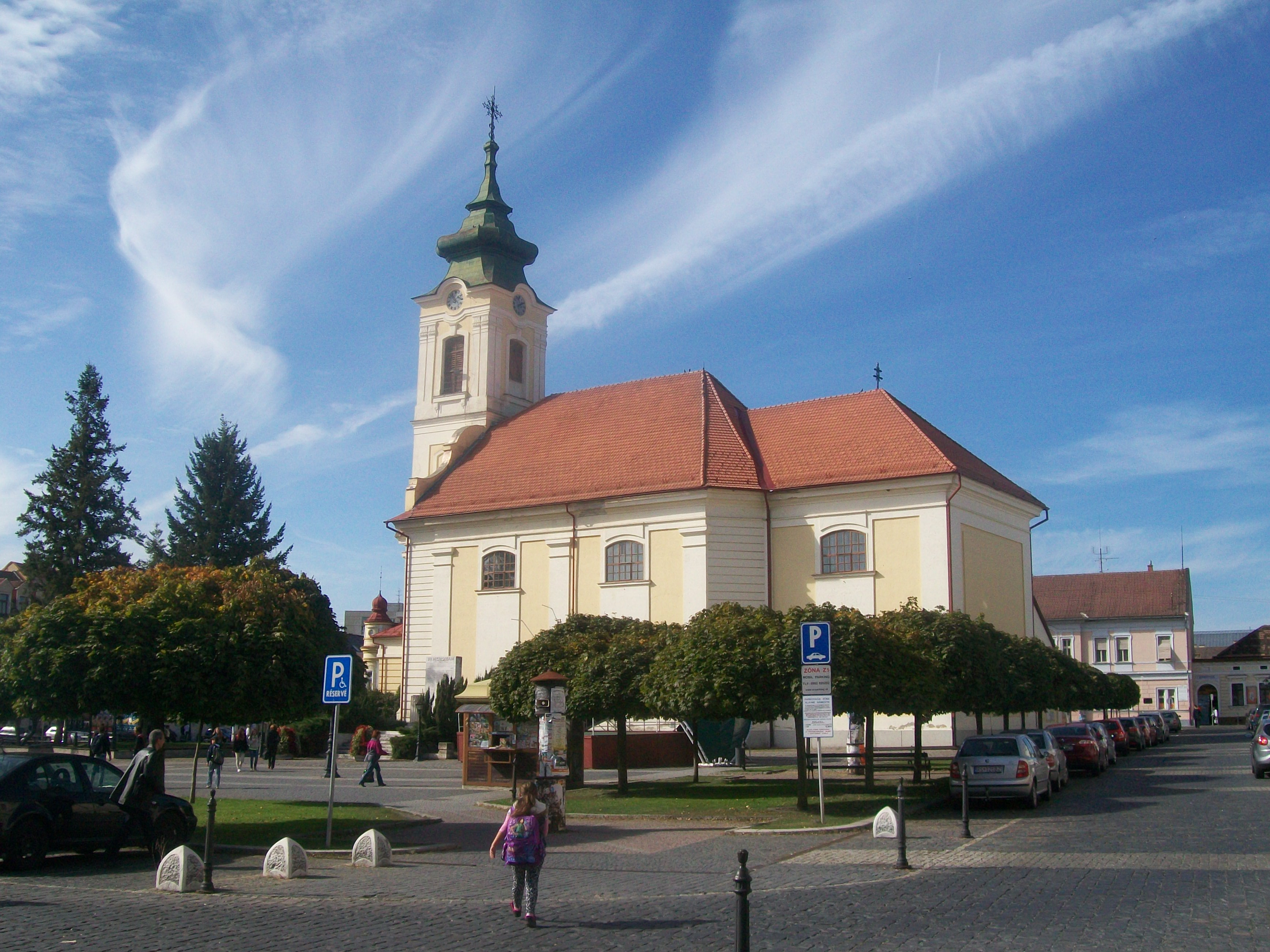
Església catòlica Romana de St. Jána Krstiteľa
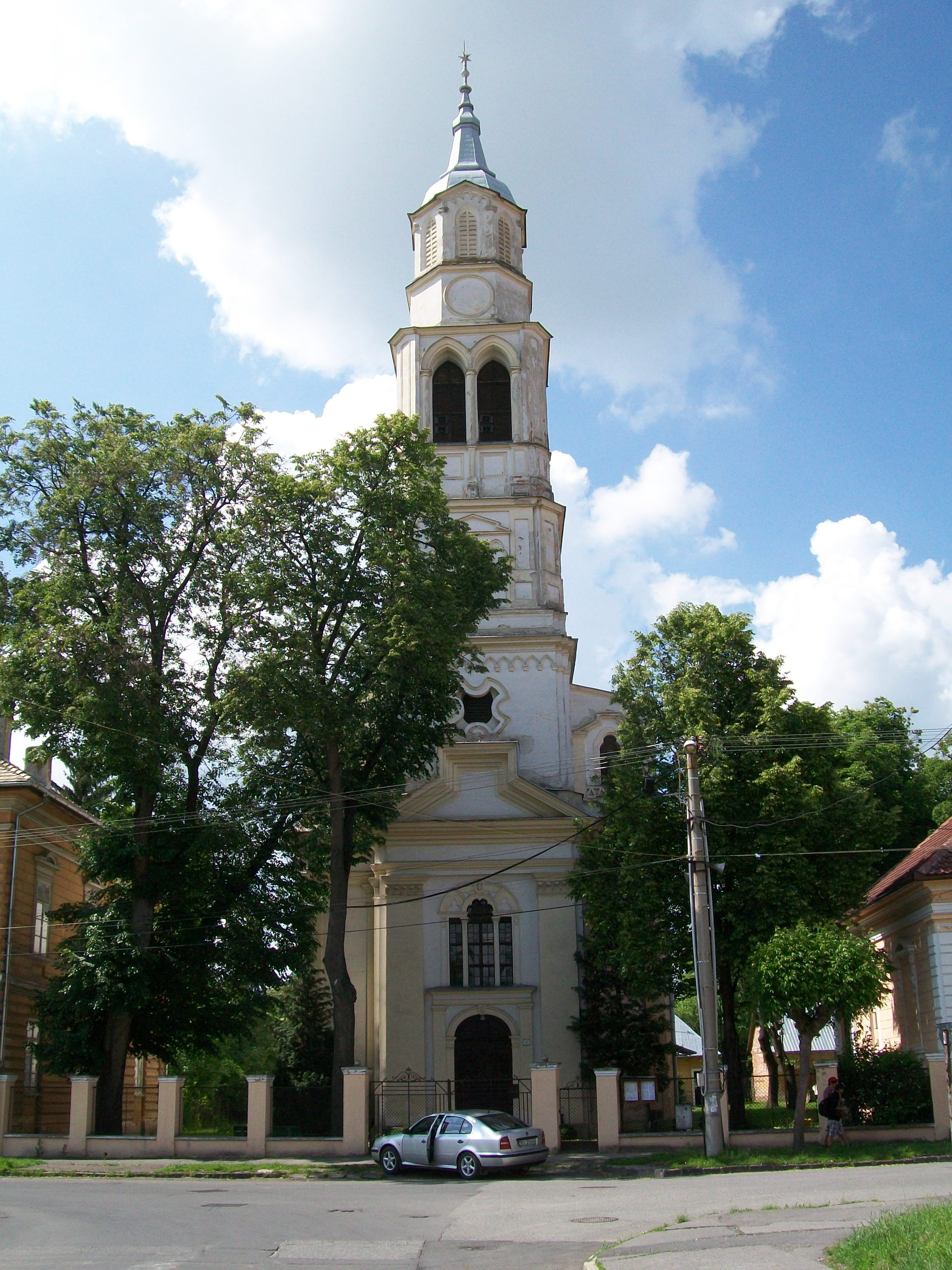
Església evangèlica
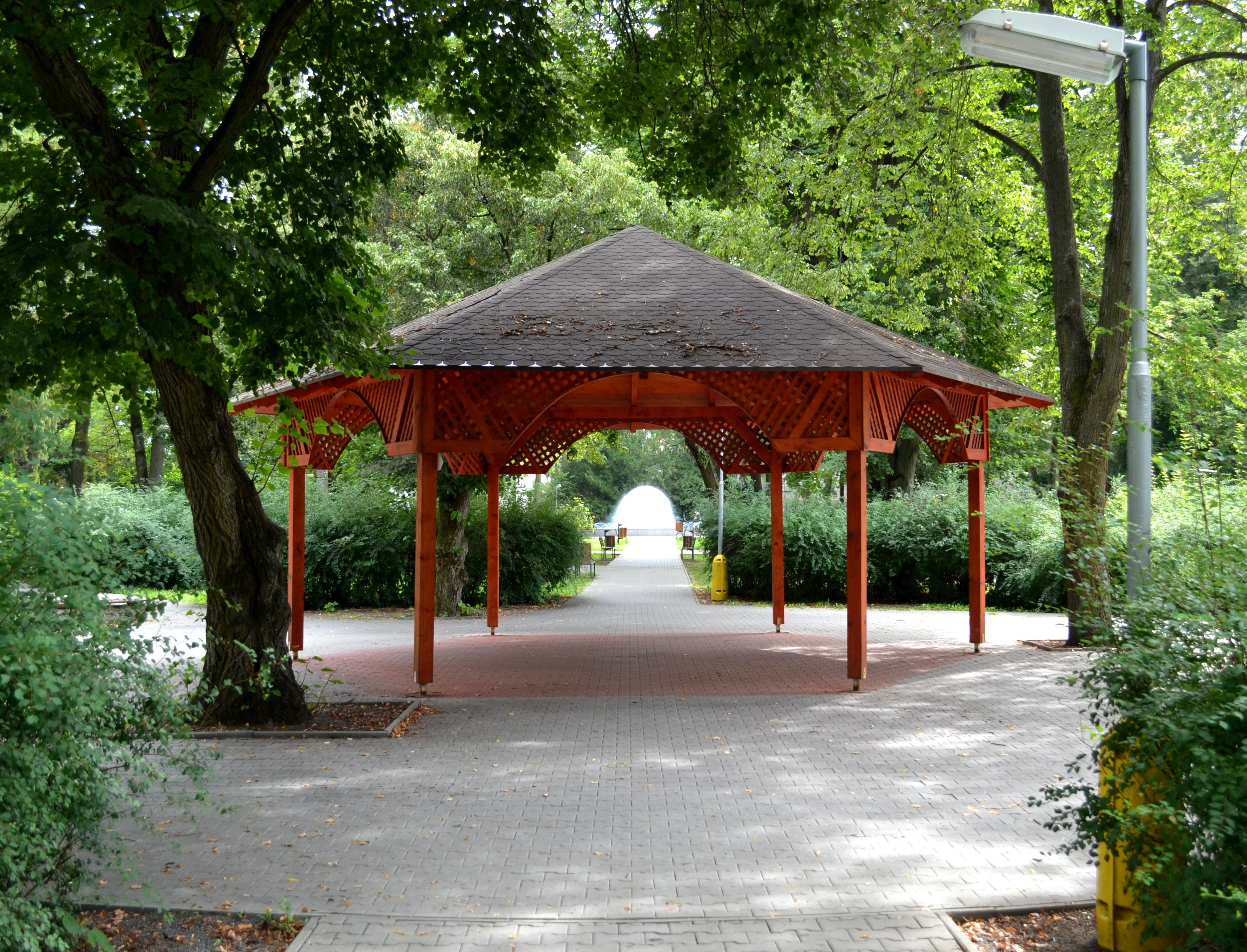
Parc 1 de maig
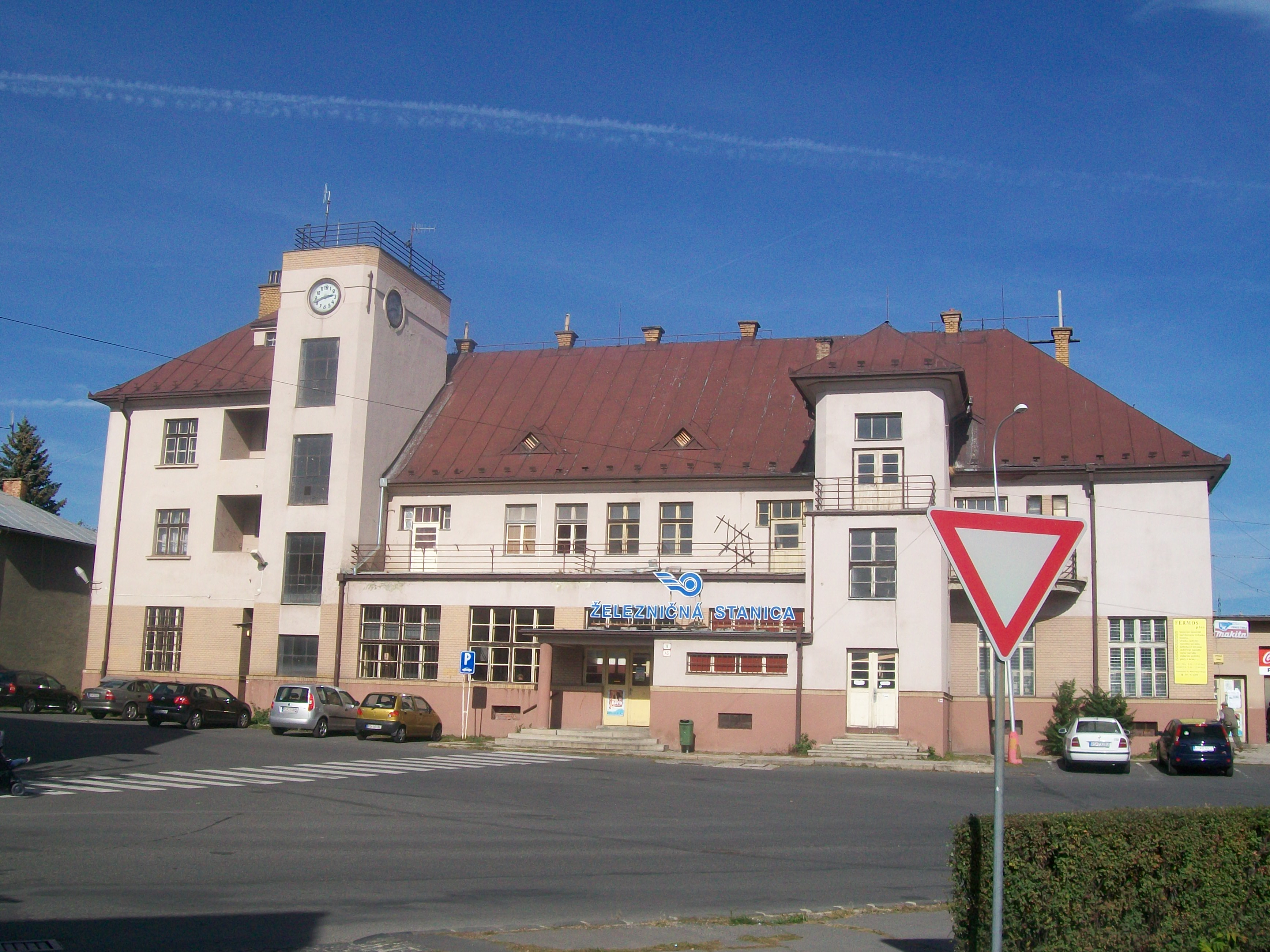
Estació de tren
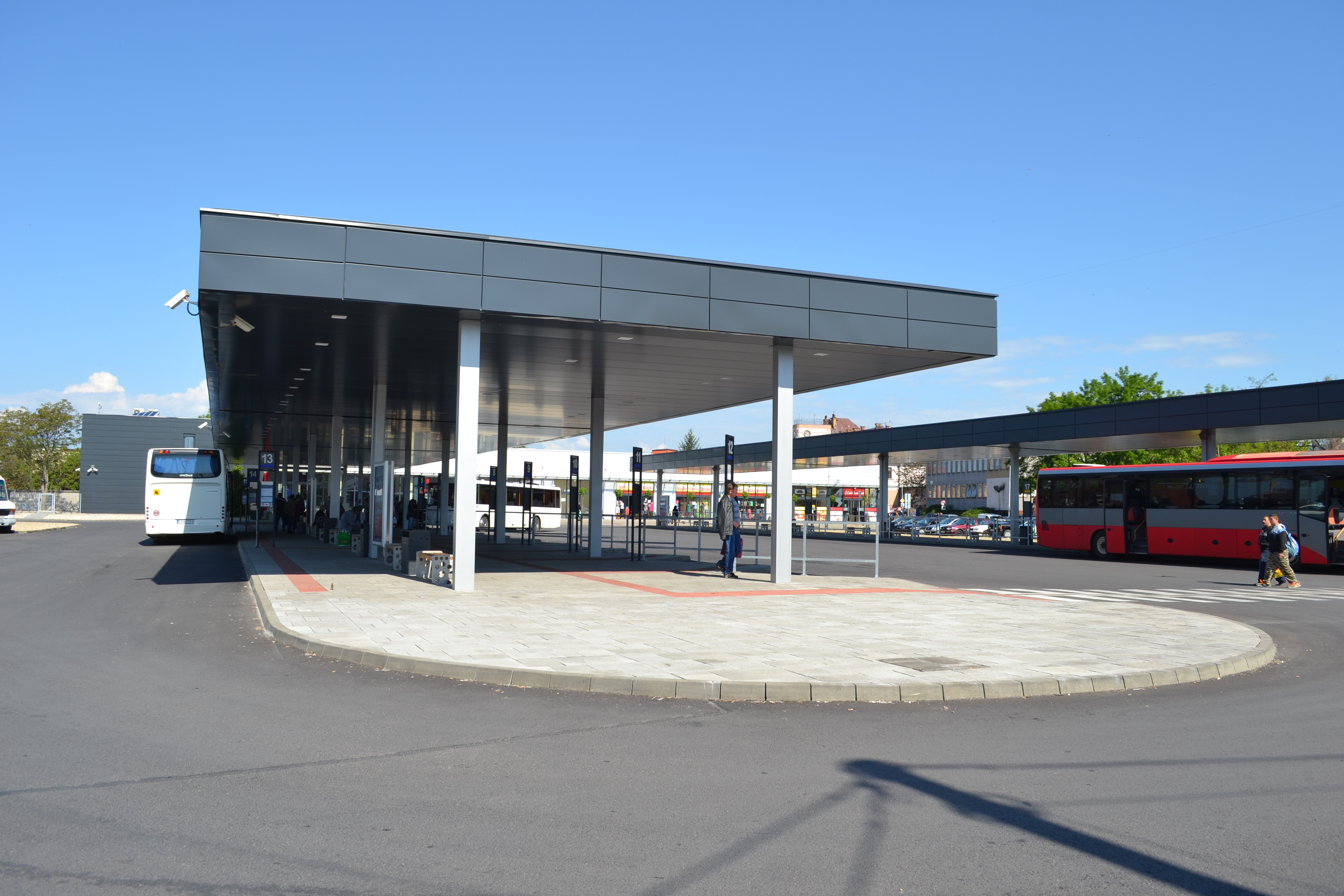
Estació d'autobusos
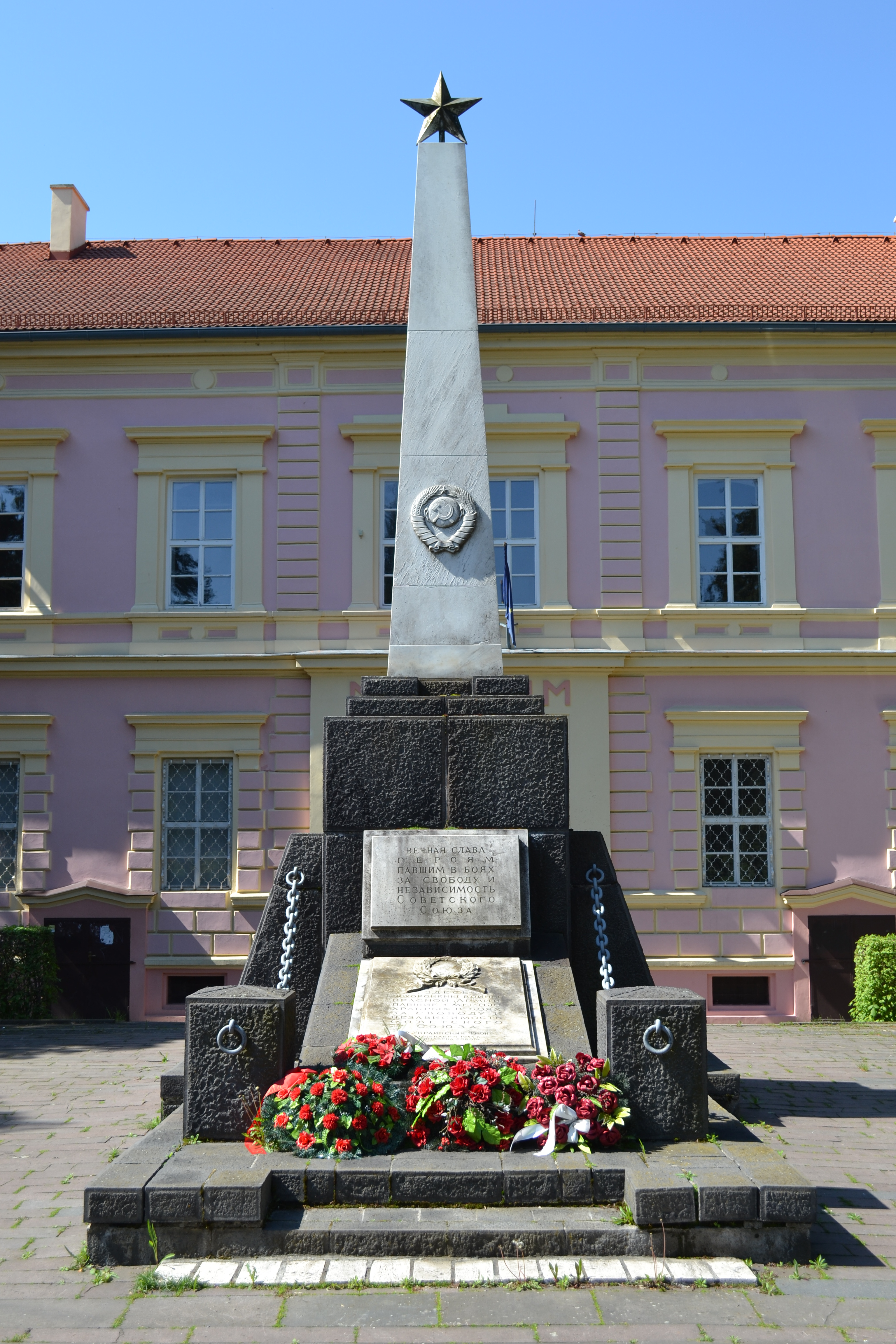
Memorial als soldats caiguts de l'exèrcit soviètic
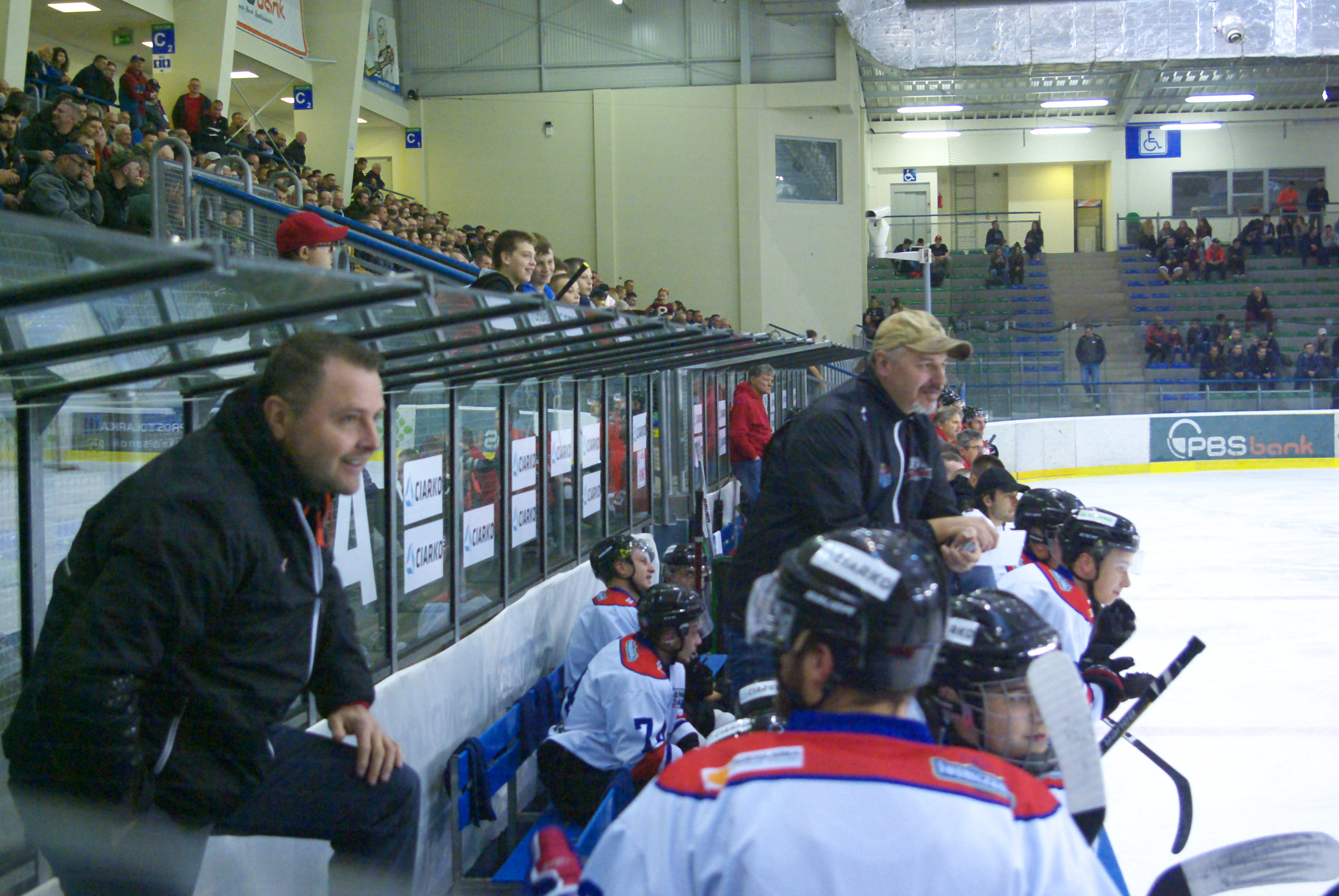
HKM Rimavská Sobota